# Homoeocera magnolimbata
Homoeocera magnolimbata là một loài bướm đêm thuộc phân họ Arctiinae, họ Erebidae.